# Lista okrętów podwodnych Koninklijke Marine
Lista okrętów podwodnych Koninklijke Marine

## Okręty podwodne zbudowane przed 1940 rokiem

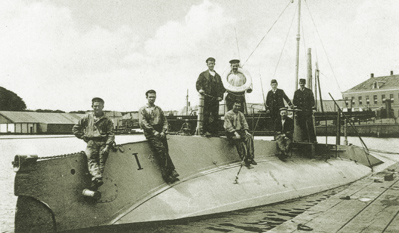
Hr.Ms. O 1 – pierwszy okręt podwodny należący do Koninklijke Marine

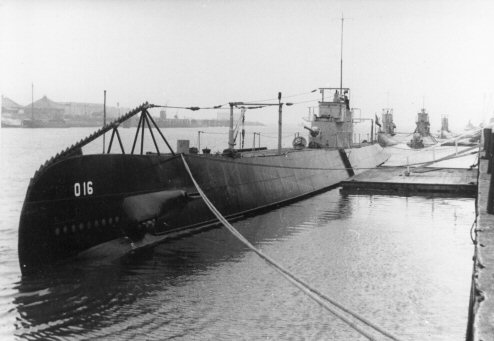
Hr.Ms. O 16

### Okręty przeznaczone do ochrony wód holenderskiego obszaru morskiego w Europie

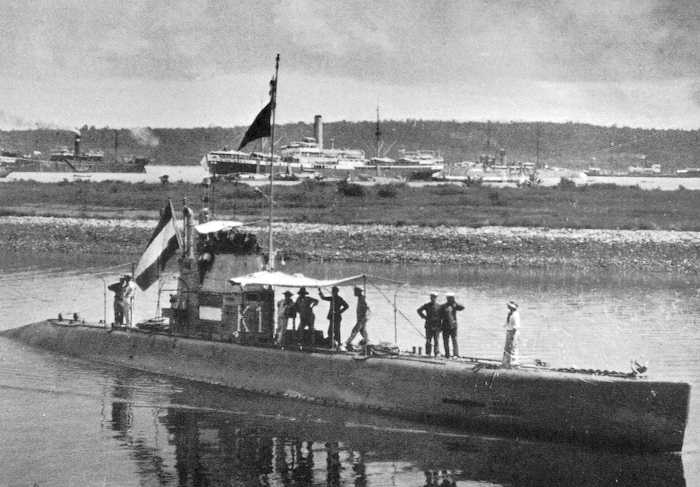
Hr.Ms. K I

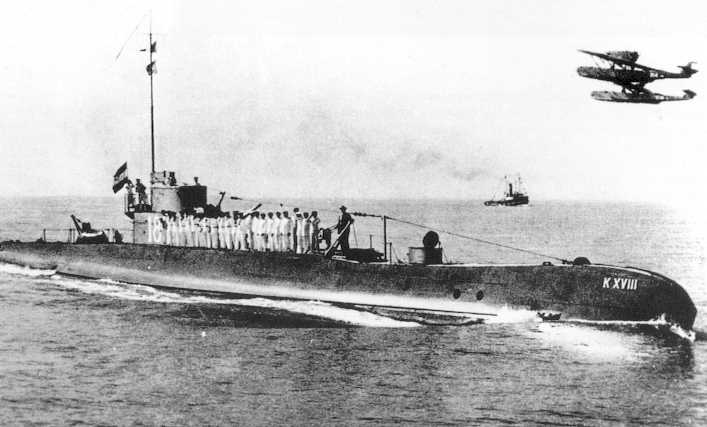
Hr.Ms. K XVIII

| Lp. | typ  | okręt podwodny | wejście do służby | wycofanie ze służby | uwagi |
| --- | ---- | -------------- | ----------------- | ------------------- | --- |
| 1   |      | Hr.Ms. O 1     | 1906              | 1920                | |
| 2   | O 2  | Hr.Ms. O 2     | 1911              | 1930                | |
| 3   | O 2  | Hr.Ms. O 3     | 1913              | 1932                | |
| 4   | O 2  | Hr.Ms. O 4     | 1914              | 1935                | |
| 5   | O 2  | Hr.Ms. O 5     | 1914              | 1935                | |
| 6   |      | Hr.Ms. O 6     | 1916              | 1936                | |
| 7   |      | Hr.Ms. O 7     | 1916              | 1939                | |
| 8   | UC I | Hr.Ms. M 1     | 1917              | 1931                | pierwotnie jako niemiecki SM UC-8                                                                               |
| 9   | H    | Hr.Ms. O 8     | 1917              | 1940                | pierwotnie jako brytyjski HMS H6, następnie jako niemiecki U-D1                                                 |
| 10  | O 9  | Hr.Ms. O 9     | 1926              | 1946                | |
| 11  | O 9  | Hr.Ms. O 10    | 1926              | 1946                | |
| 12  | O 9  | Hr.Ms. O 11    | 1926              | 1940                | |
| 13  | O 12 | Hr.Ms. O 12    | 1931              | 1940                | zajęty podczas konserwacji, zatopiony przez pracowników stoczni, po naprawieniu w służbie niemieckiej jako U-D2 |
| 14  | O 12 | Hr.Ms. O 13    | 1931              | 1940                | |
| 15  | O 12 | Hr.Ms. O 14    | 1932              | 1943                | |
| 16  | O 12 | Hr.Ms. O 15    | 1932              | 1946                | |
| 17  |      | Hr.Ms. O 16    | 1936              | 1941                | |

### Okręty przeznaczone do służby kolonialnej

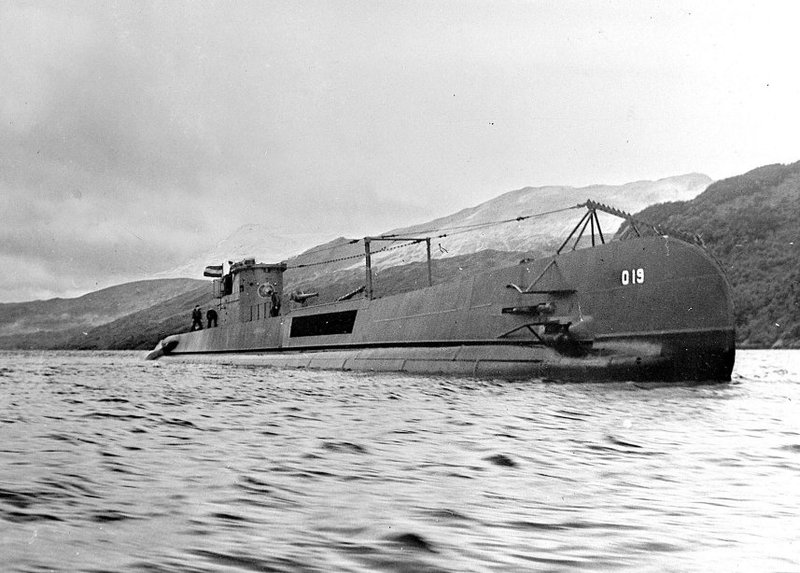
Hr.Ms. O 19

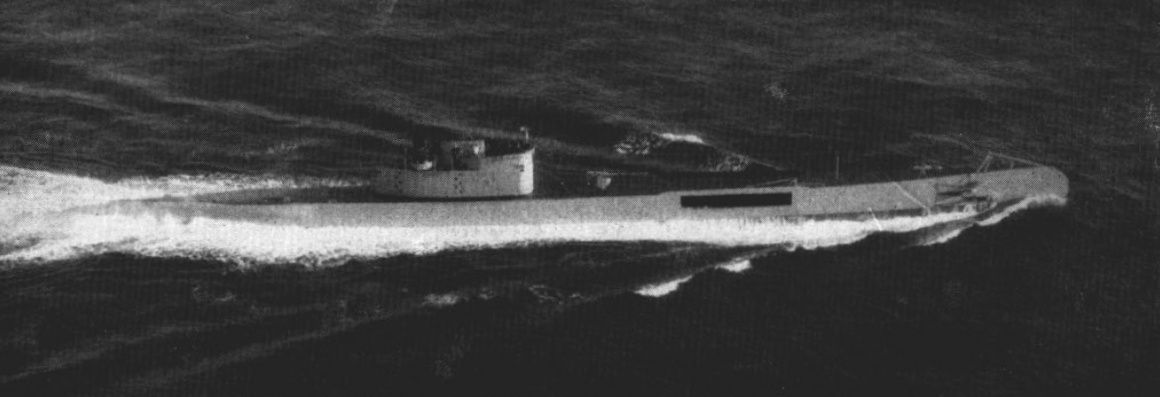
Hr.Ms. O 24

| Lp. | typ    | okręt podwodny | wejście do służby | wycofanie ze służby | uwagi |
| --- | ------ | -------------- | ----------------- | ------------------- | ----- |
| 18  |        | Hr.Ms. K I     | 1914              | 1928                |       |
| 19  |        | Hr.Ms. K II    | 1922              | 1935                |       |
| 20  | K III  | Hr.Ms. K III   | 1920              | 1934                |       |
| 21  | K III  | Hr.Ms. K IV    | 1921              | 1936                |       |
| 22  | K V    | Hr.Ms. K V     | 1920              | 1937                |       |
| 23  | K V    | Hr.Ms. K VI    | 1921              | 1937                |       |
| 24  | K V    | Hr.Ms. K VII   | 1921              | 1942                |       |
| 25  | K VIII | Hr.Ms. K VIII  | 1922              | 1942                |       |
| 26  | K VIII | Hr.Ms. K IX    | 1923              | 1942                |       |
| 27  | K VIII | Hr.Ms. K X     | 1923              | 1942                |       |
| 28  | K XI   | Hr.Ms. K XI    | 1925              | 1945                |       |
| 29  | K XI   | Hr.Ms. K XII   | 1925              | 1944                |       |
| 30  | K XI   | Hr.Ms. K XIII  | 1926              | 1942                |       |
| 31  | K XIV  | Hr.Ms. K XIV   | 1933              | 1946                |       |
| 32  | K XIV  | Hr.Ms. K XV    | 1933              | 1946                |       |
| 33  | K XIV  | Hr.Ms. K XVI   | 1934              | 1941                |       |
| 34  | K XIV  | Hr.Ms. K XVII  | 1933              | 1941                |       |
| 35  | K XIV  | Hr.Ms. K XVIII | 1934              | 1945                |       |

### Okręty przeznaczone do ochrony wód holenderskiego obszaru morskiego w Europie oraz do służby kolonialnej
| Lp. | typ  | okręt podwodny | wejście do służby | wycofanie ze służby | uwagi |
| --- | ---- | -------------- | ----------------- | ------------------- | --- |
| 36  | O 19 | Hr.Ms. O 19    | 1939              | 1945                | |
| 37  | O 19 | Hr.Ms. O 20    | 1939              | 1941                | |
| 38  | O 21 | Hr.Ms. O 21    | 1940              | 1957                | |
| 39  | O 21 | Hr.Ms. O 22    | 1940              | 1940                | |
| 40  | O 21 | Hr.Ms. O 23    | 1940              | 1948                | |
| 41  | O 21 | Hr.Ms. O 24    | 1940              | 1955                | |
| –   | O 21 | Hr.Ms. O 25    | –                 | –                   | zajęty podczas budowy, nie wszedł do służby holenderskiej, w służbie niemieckiej jako UD-3                                                                   |
| –   | O 21 | Hr.Ms. O 26    | –                 | –                   | zajęty podczas budowy, nie wszedł do służby holenderskiej, w służbie niemieckiej jako U-D4                                                                   |
| 42  | O 21 | Hr.Ms. O 27    | 1945              | 1959                | zajęty podczas budowy, pierwotnie nie wszedł do służby holenderskiej, w służbie niemieckiej jako U-D5, po zakończeniu wojny ponownie w służbie holenderskiej |

## Okręty podwodne po 1940 roku

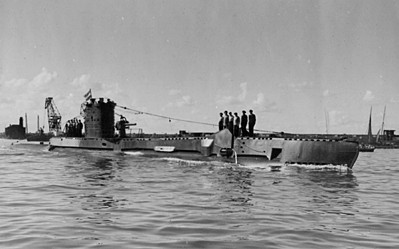
Hr.Ms. „Dolfijn”

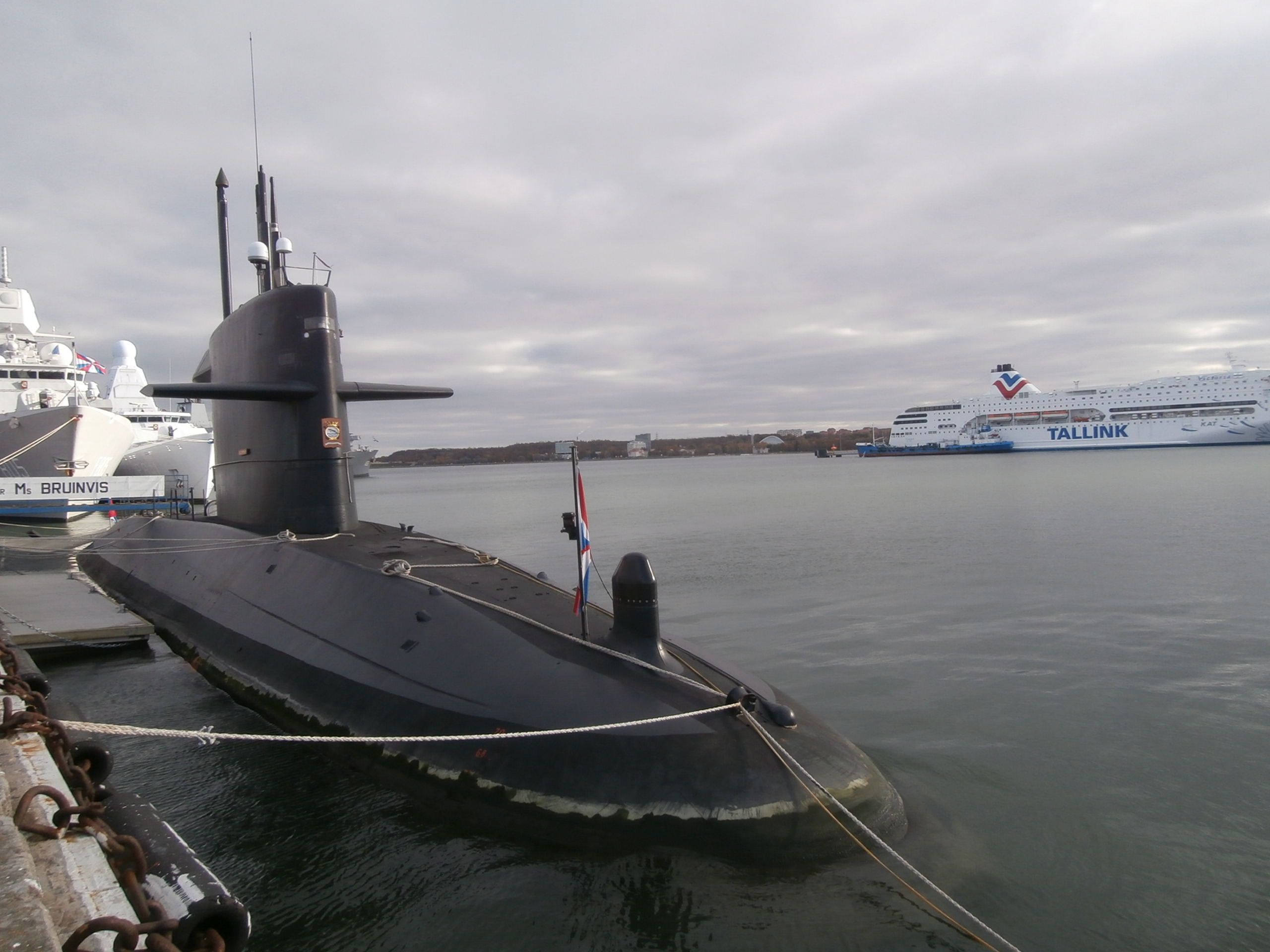
Zr.Ms. „Bruinvis” – najnowszy okręt podwodny należący do Koninklijke Marine

| Lp. | typ             | okręt podwodny       | numer taktyczny | wejście do służby | wycofanie ze służby | uwagi                                               |
| --- | --------------- | -------------------- | --------------- | ----------------- | ------------------- | --------------------------------------------------- |
| 43  | U               | Hr.Ms. „Dolfijn”     | P47             | 1942              | 4946                | pierwotnie jako brytyjski HMS P47                   |
| 44  | S               | Hr.Ms. „Zeehond”     | N73             | 1943              | 1945                | pierwotnie jako brytyjski HMS „Sturgeon” (73S)      |
| 45  | T/Zwaardvisch I | Hr.Ms. „Zwaardvisch” | S814            | 1943              | 1962                | pierwotnie jako brytyjski HMS „Talent” (P322)       |
| 46  | T/Zwaardvisch I | Hr.Ms. „Tijgerhaai”  | S812            | 1945              | 1965                | pierwotnie jako brytyjski HMS „Tarn” (P326)         |
| 47  | T/Zwaardvisch I | Hr.Ms. „Dolfijn”     | S811            | 1948              | 1953                | HMS „Taurus” (P399)                                 |
| 48  | T/Zwaardvisch I | Hr.Ms. „Zeehond”     | S813            | 1948              | 1953                | pierwotnie jako brytyjski HMS „Tapir” (P335)        |
| 49  | Balao/Walrus I  | Hr.Ms. „Walrus”      | S802            | 1953              | 1971                | pierwotnie jako amerykański USS „Icefish” (SS-367)  |
| 50  | Balao/Walrus I  | Hr.Ms. „Zeeleeuw”    | S803            | 1953              | 1969                | pierwotnie jako amerykański USS „Hawkbill” (SS-366) |
| 51  | Dolfijn         | Hr.Ms. „Dolfijn”     | S808            | 1960              | 1982                |                                                     |
| 52  | Dolfijn         | Hr.Ms. „Zeehond”     | S809            | 1961              | 1990                |                                                     |
| 53  | Dolfijn/Potvis  | Hr.Ms. „Potvis”      | S804            | 1965              | 1992                |                                                     |
| 54  | Dolfijn/Potvis  | Hr.Ms. „Tonijn”      | S805            | 1965              | 1991                |                                                     |
| 55  | Zwaardvis II    | Hr.Ms. „Zwaardvis”   | S806            | 1972              | 1994                |                                                     |
| 56  | Zwaardvis II    | Hr.Ms. „Tijgerhaai”  | S807            | 1972              | 1995                |                                                     |
| 57  | Walrus II       | Zr.Ms. „Walrus”      | S802            | 1992              | obecnie             |                                                     |
| 58  | Walrus II       | Zr.Ms. „Zeeleeuw”    | S803            | 1990              | obecnie             |                                                     |
| 59  | Walrus II       | Zr.Ms. „Dolfijn”     | S808            | 1993              | obecnie             |                                                     |
| 60  | Walrus II       | Zr.Ms. „Bruinvis”    | S810            | 1994              | obecnie             |                                                     |